# Wohlschmecker aus Vierlanden
Der Wohlschmecker aus Vierlanden ist eine alte Tafelapfelsorte, die 1905 erstmals im Obstsortenverzeichnis für das Alte Land genannt wurde. Herkunftsgebiet sind die Vierlande (Hamburg), dort und im Umland liegt auch das Hauptvorkommen.

## Eigenschaften
Die mittelgroßen Früchte haben eine kegelförmige, leicht kantige Form. Die Schale ist kräftig rot mit den für diese Sorte typischen Rostnetzen. Das Fruchtfleisch ist hellgelb. Geschmacklich wird der Wohlschmecker aus Vierlanden als süßsäuerlich beschrieben. Ernte- und Genussreife sind von September bis Oktober.
Der Baum gilt als robust und starkwüchsig mit regelmäßigen Erträgen.